# Dirk Marcellis
Dirk Marcellis (Ermelo, 13 de abril de 1988) é um ex-futebolista holandês que atuava como zagueiro e lateral-direito. 

## Carreira
Dirk Marcellis representou a Seleção Neerlandesa de Futebol, nas Olimpíadas de 2008. 